# (6989) Hoshinosato
(6989) Hoshinosato (1994 XH1) – planetoida z pasa głównego asteroid okrążająca Słońce w ciągu 5,22 lat w średniej odległości 3,01 j.a. Odkryta 6 grudnia 1994 roku.